# Gomphandra camchayensis
Gomphandra camchayensis là một loài thực vật có hoa trong họ Stemonuraceae. Loài này được Gagnep. mô tả khoa học đầu tiên năm 1947.